# Lyceum

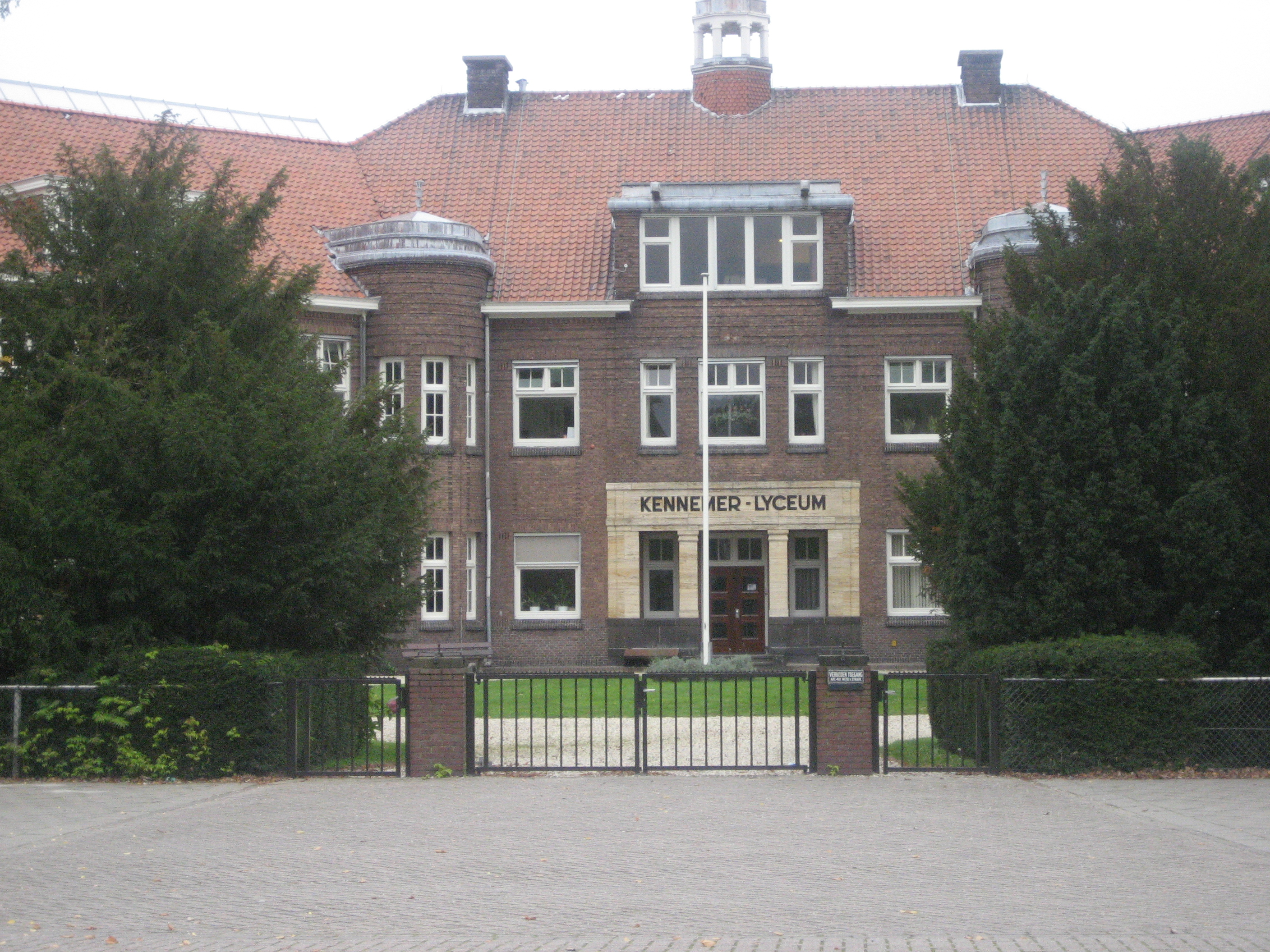
Het Kennemer Lyceum Overveen

Het lyceum is een schooltype waarvan de naam is afgeleid van het Griekse Lykeion, een gymnasion bij het oude Athene waarin Aristoteles zijn filosofische school stichtte.

## Nederland
In Nederland zijn lycea doorgaans scholen voor voortgezet onderwijs (voor 12- tot 18-jarigen) waar onder andere voorbereidend wetenschappelijk onderwijs (vwo) en hoger algemeen voortgezet onderwijs (havo) gevolgd kunnen worden.
De term lyceum wordt ook gebruikt voor andere schoolsoorten, zoals het Grafisch Lyceum, dat beroepsopleidingen verzorgt. 
Het voormalige Muzieklyceum in Amsterdam is een van de voorlopers van het Amsterdams Conservatorium.
Het eerste Nederlandse lyceum was het Nederlands Lyceum, gesticht in 1909 door J. H. Gunning Wzn. en Rommert Casimir. Het verschilde van andere scholen door de invoering van een tweejarige onderbouw en een bovenbouw van hbs of gymnasium; de onderbouw was bedoeld om de schoolkeuze van leerlingen uit te stellen en hun zo tijd te geven een weloverwogen keuze te maken. Het idee hierachter was dat het vóór de puberteit niet duidelijk was of leerlingen meer aanleg voor exacte vakken of voor (klassieke) talen hadden. Deze onderbouw was dus een voorloper van de brugklas, met dien verstande dat niet naar het niveau, maar naar de richting van de leerlingen gekeken werd.
Zo werden bijvoorbeeld de vijfde en zesde klas gymnasium-β voor wiskunde en exacte vakken vaak gecombineerd met de vierde en vijfde klas van de HBS-B, waardoor leerlingen gemakkelijk van 5 gymnasium-β naar 5 HBS-B konden overstappen.
Het voorbeeld van het Nederlands Lyceum werd snel gevolgd door lycea in andere Nederlandse steden, zoals het Kennemer Lyceum in Overveen, het Amsterdams Lyceum, het Baarnsch Lyceum, het Christelijk College Nassau-Veluwe in Harderwijk, het Lorentz Casimir Lyceum in Eindhoven, het Montessori-lyceum in Rotterdam en Amsterdam, het Rijnlands Lyceum Wassenaar, het Maerlant-Lyceum in Den Haag en het Vrijzinnig-Christelijk Lyceum in Den Haag.
Bij het vijftigjarig jubileum van "Het Nederlandsch Lyceum" in 1959 werd nog een gedenkboek uitgegeven onder de titel "Vijftig jaar illegaal", maar in 1963 werd het lyceum als schoolvorm erkend in de Wet op het Voortgezet Onderwijs.
Na de invoering van de mammoetwet hebben veel lycea hun naam behouden, maar de term heeft geen unieke betekenis meer: scholen die verschillende soorten voortgezet onderwijs combineren, dragen sindsdien ook andere namen, zoals scholengemeenschap of College.

## België
In België is een lyceum geen vorm van onderwijs maar een bepaalde onderwijsorganisatie, namelijk een school voor algemeen secundair onderwijs (ASO). Een lyceum kan zowel naar een gemeenschapsschool (vgl. atheneum) als naar een particuliere, katholieke school verwijzen (vgl. College). Oorspronkelijk werd de naam enkel aan instellingen voor secundair onderwijs voor meisjes gegeven, maar deze betekenis is sinds de invoering van gemengd onderwijs grotendeels verdwenen.